# Jellyfish (film, 2003)
Pour les articles homonymes, voir Jellyfish.
Pour plus de détails, voir Fiche technique et Distribution.
Jellyfish (アカルイミライ, Akarui mirai) (en anglais Bright Future) est un film japonais réalisé par Kiyoshi Kurosawa, sorti en 2003.

## Synopsis
Mamoru Arita et Yuji Mimura sont deux jeunes ouvriers japonais désœuvrés. Mamoru est obsédé par sa méduse et nourrit le projet de l'habituer à l'eau douce pour la libérer dans le fleuve de Tokyo. Son ami Yuji rêve d'un "futur brillant", ce qui semble intéresser Mamoru et l'incite à l'entraîner dans son projet. C'est finalement Yuji qui devra continuer ce travail car Mamoru avait aussi d'autres idées en tête.

## Fiche technique
- Titre : Jellyfish
- Titre original : アカルイミライ (Akarui mirai)
- Titre anglais : Bright Future
- Réalisation : Kiyoshi Kurosawa
- Scénario : Kiyoshi Kurosawa
- Photographie : Takahide Shibanushi (ja)
- Musique : Pacific 231
- Production : Takashi Asai (ja)
- Sociétés de distribution :  UPLINK Company (ja) ;  Palm Pictures
- Pays d'origine :  Japon
- Langue : japonais
- Genre : Drame
- Durée : 115 minutes (version originale), 92 minutes (version internationale)
- Dates de sortie :
  - Japon : 18 janvier 2003
  - France : 3 décembre 2003

## Distribution
- Joe Odagiri : Yuji Mimura
- Tadanobu Asano : Mamoru Arita
- Tatsuya Fuji : Shin'ichiro Arita
- Takashi Sasano (ja) : M. Fujiwara
- Marumi Shiraishi (ja) : Mme Fujiwara
- Ryō : l'avocate
- Ryō Kase : Fuyuki Arita
- Sayuri Oyamada (ja) : Miho Nimura

## Distinctions
- Prix du meilleur film et du meilleur réalisateur (Kiyoshi Kurosawa), prix du meilleur acteur pour Joe Odagiri et Tatsuya Fuji lors des Japanese Professional Movie Award 2004[1]
- Sélection officielle en compétition au festival de Cannes 2003